# フェルナン・ルドゥー
フェルナン・ルドゥー（Fernand Ledoux、1897年1月24日 - 1993年9月21日）はベルギー出身の俳優。

## 経歴
父はベルギー人、母はフランス人で、ベルギーのティルルモンに生まれる。牧師になるべくベルギーのサン・トロンの神学校に学んでいたが、13歳頃から俳優になることを憧れるようになる。学業を終えると、17歳で第一次世界大戦に従軍、1919年、復員後にパリのフランス国立高等演劇学校 (コンセルヴァトワール)に入り、ラファエル・デュフロのクラスで学ぶ。モーリス・ド・フローディの支持で、1921年にコメディ・フランセーズに合唱隊長として入る。その後は数多くの舞台で確実にキャリアをつけ、1931年には幹部俳優となった。第二次世界大戦後は、1946年に一座を率いて、アメリカ巡業公演も果たした。映画には1918年にデビュー以来、100本を越える作品に出演、晩年まで息の長い活躍を見せた。代表作はジャック・ベッケル監督のサスペンス映画『赤い手のグッピー』(1942)。

## 主な出演作品
- 獣人 La Bête humaine (1938)
- 最初の舞踏会 Premier bal (1941)
- 悪魔が夜来る Les Visiteurs du soir (1942)
- 赤い手のグッピー Goupi mains rouges (1943)
- 幻の馬 Sortilèges (1945)
- 永遠の争い Éternel conflit (1948)
- 白い足 Pattes blanches (1949)
- やぶにらみの暴君 La Bergère et le ramoneur (1952) 声
- 四角い帆 Fortune carrée (1955)
- 戦いの鐘は高らかに Les Aventures de Till L'Espiègle (1956)
- 宿命 Celui qui doit mourir (1957)
- レ・ミゼラブル Les Misérables (1958)
- 恋ひとすじに Christine (1958)
- 墓にツバをかけろ J'irai cracher sur vos tombes (1959)
- 史上最大の作戦 The Longest Day (1962)
- 俺は知らない Le Glaive et la Balance (1963)
- ロバと王女 Peau d'âne (1970)
- 燃えつきた納屋 Les Granges brûlées (1973)
- 愛の地獄 À chacun son enfer (1977)